# Ếch Sierra
Ếch Sierra, tên khoa học Geobatrachus walkeri, là một loài ếch trong họ Craugastoridae hoặc họ Strabomantidae (tùy theo việc họ Strabomantidae có được công nhận hay không), thuộc chi đơn loài Geobatrachus. Chúng là loài đặc hữu của vùng Sierra Santa Marta, Colombia.
Môi trường sống tự nhiên của chúng là rừng mây ẩm nhiệt đới và cận nhiệt đới. Loài này đang bị đe dọa do mất môi trường sống..

## Phân loại
Được Ardila-Robayo (1979) gán không chắc chắn vào Eleutherodactylinae (nay là Brachycephalidae)
Được Hedges và ctv (2008) gán tạm thời vào Strabomantidae hay Strabomantinae theo định nghĩa của họ về họ/phân họ này.
Pyron và Wiens (2011) cũng không gộp loài này vào phân tích của họ và tạm thời đặt nó ở vị trí không chắc chắn (incertae sedis) trong họ Craugastoridae.